# 蘇古塔河谷
蘇古塔河谷是東非國家肯雅的河谷，位於圖爾卡納湖以南，是東非大裂谷的一部分，河谷北端的洛吉皮湖是火烈鳥的棲息地，該地區人煙稀少。
2°05′28″N 36°30′49″E / 2.0911°N 36.5137°E